# واين د. أندرسون
واين د. أندرسون (بالإنجليزية: Wayne D. Anderson)‏ هو لاعب كرة قدم أمريكية أمريكي، ولد في 10 ديسمبر 1930 في سبوكين في الولايات المتحدة، وتوفي في 16 يناير 2013.